# Шерідан (Орегон)
Шерідан (англ. Sheridan) — місто (англ. city) в США, в окрузі Ямгілл штату Орегон. Населення — 4639 осіб (2020).

## Географія
Шерідан розташований за координатами 45°5′43″ пн. ш. 123°23′47″ зх. д. / 45.09528° пн. ш. 123.39639° зх. д. (45.095198, -123.396348).  За даними Бюро перепису населення США в 2010 році місто мало площу 5,21 км², з яких 5,07 км² — суходіл та 0,13 км² — водойми.

### Клімат
| Клімат : Шерідан             | Клімат : Шерідан | Клімат : Шерідан | Клімат : Шерідан | Клімат : Шерідан | Клімат : Шерідан | Клімат : Шерідан | Клімат : Шерідан | Клімат : Шерідан | Клімат : Шерідан | Клімат : Шерідан | Клімат : Шерідан | Клімат : Шерідан | Клімат : Шерідан |
| Показник                     | Січ.             | Лют.             | Бер.             | Квіт.            | Трав.            | Черв.            | Лип.             | Серп.            | Вер.             | Жовт.            | Лист.            | Груд.            | Рік              |
| Абсолютний максимум, °C      | 18,3             | 21,7             | 32,2             | 31,1             | 36,7             | 38,9             | 41,1             | 41,1             | 40,0             | 32,8             | 24,4             | 18,9             | 41,1             |
| Середній максимум, °C        | 7,2              | 10,0             | 12,8             | 15,6             | 19,4             | 22,8             | 27,2             | 27,2             | 25,0             | 18,3             | 10,6             | 6,7              | 16,9             |
| Середній мінімум, °C         | 0,6              | 1,7              | 2,8              | 3,9              | 6,7              | 8,9              | 10,0             | 10,0             | 8,3              | 5,0              | 2,8              | 0,6              | 5,1              |
| Абсолютний мінімум, °C       | −23,9            | −18,9            | −12,2            | −17,8            | −12,2            | −12,2            | 1,7              | 1,1              | −1,1             | −5,6             | −12,8            | −18,9            | −23,9            |
| Норма опадів, мм             | 194              | 149              | 124              | 81               | 54               | 39               | 11               | 14               | 29               | 78               | 196              | 230              | 1198             |
| ---------------------------- | ---------------- | ---------------- | ---------------- | ---------------- | ---------------- | ---------------- | ---------------- | ---------------- | ---------------- | ---------------- | ---------------- | ---------------- | ---------------- |
| Джерело: The Weather Channel |                  |                  |                  |                  |                  |                  |                  |                  |                  |                  |                  |                  |                  |

## Демографія
Згідно з переписом 2010 року, у місті мешкало 6127 осіб у 1543 домогосподарствах у складі 1085 родин. Густота населення становила 1177 осіб/км².  Було 1671 помешкання (321/км²).
Расовий склад населення:
| - 74,9 % — білих - 5,5 % — чорних або афроамериканців - 4,8 % — корінних американців - 2,1 % — азіатів - 0,7 % — вихідців з тихоокеанських островів - 7,6 % — осіб інших рас |

До двох чи більше рас належало 4,4 %. Частка іспаномовних становила 16,6 % від усіх жителів.
За віковим діапазоном населення розподілялося таким чином: 20,5 % — особи молодші 18 років, 70,6 % — особи у віці 18—64 років, 8,9 % — особи у віці 65 років та старші. Медіана віку мешканця становила 35,7 року. На 100 осіб жіночої статі у місті припадало 176,2 чоловіків;  на 100 жінок у віці від 18 років та старших — 206,1 чоловіків також старших 18 років.
Середній дохід на одне домашнє господарство  становив 43 516 доларів США (медіана — 37 166), а середній дохід на одну сім'ю — 46 352 долари (медіана — 35 417). Медіана доходів становила 28 990 доларів для чоловіків та 27 292 долари для жінок. За межею бідності перебувало 19,4 % осіб, у тому числі 33,8 % дітей у віці до 18 років та 9,8 % осіб у віці 65 років та старших.
Цивільне працевлаштоване населення становило 1676 осіб. Основні галузі зайнятості: мистецтво, розваги та відпочинок — 19,7 %, виробництво — 15,3 %, освіта, охорона здоров'я та соціальна допомога — 13,7 %.